# 大福克斯鎮區 (北達科他州大福克斯縣)
大福克斯鎮區（英語：Grand Forks Township）是位於美國北達科他州大福克斯縣的一個鎮區。

## 地方資料
大福克斯鎮區的面積為28.53平方千米，當中陸地面積為28.36平方千米，而水域面積為0.17平方千米。根據2020年美國人口普查的數據，當地共有人口480人，而人口密度為每平方千米16.82人。